# Кадиковка (Наровчатський район)
Кади́ковка (рос. Кадыковка) — село складі Наровчатського району Пензенської області, Росія.
Населення — 163 особи (2010; 205 у 2002).
Національний склад станом на 2002 рік:
- росіяни — 99 %